# بريان راسيل
بريان راسيل (بالإنجليزية: Bryan Russell)‏ هو منتج أسطوانات وملحن أمريكي، ولد في 22 مارس 1980 في مالفيرن في الولايات المتحدة.

## وصلات خارجية
- الموقع الرسمي
- بريان راسيل على موقع ميوزك برينز (الإنجليزية)
- بريان راسيل على موقع ديسكوغز (الإنجليزية)